# Peggy Bannenberg
Margaretha Lucia Maria (Peggy) Bannenberg (Judibana, 18 augustus 1960) is een Nederlands beeldend kunstenaar die actief is als sieraadontwerper en edelsmid. Zij is werkzaam in Amsterdam.

## Biografie
Bannenberg is opgeleid aan de Vakschool Schoonhoven (1976-1981) en aan de Gerrit Rietveld Academie te Amsterdam (1981-1986), waar zij les had van onder meer Onno Boekhoudt.
Naast traditionele technieken werkt Bannenberg ook met 3D-printers. Vaak levert zij haar werk in speciaal ontworpen doosjes, omdat ze vindt dat sieraden een vaste plek moeten hebben wanneer ze niet worden gedragen.
In 1986 ontving Bannenberg de Emmy van Leersum Prijs.

## Tentoonstellingen
- 1986 - Sieraden, Images, Singer Museum, Laren (reizende tentoonstelling)
- 2000 - Op de huid, sieraden uit de collectie, Museum voor Moderne Kunst Arnhem
- 2013 - Dare to wear, sieraden uit de collectie Paul Derrez / Willem Hoogstede, CODA, Apeldoorn